# Liste des Rosters der Universal Wrestling Federation (Bill Watts)
Die Liste des Rosters der Universal Wrestling Federation (Bill Watts) bietet eine Übersicht über das Personal der von 1981 bis 1986 unter dem Namen Mid South Wrestling  von 1986 bis 1987 unter dem Namen Universal Wrestling Federation aktiven Wrestling-Promotion.

## Alumni

### Männliche Wrestler
| Geburtsname                | Ringname(n):                                         | Zeit                     | Einzelnachweise                   |
| -------------------------- | ---------------------------------------------------- | ------------------------ | --------------------------------- |
| Chris Adams                | Chris Adams                                          | 1984–1987                | [ 1 ] [ 2 ] [ 3 ]                 |
| Kerry Adkisson             | Kerry Von Erich                                      | 1981 1983–1985           |                                   |
| Michael Adkisson           | Mike Von Erich                                       | 1984                     |                                   |
| Robert Alexander           | Ben Alexander                                        | 1980 1985                |                                   |
| Terry Allen                | Magnum T.A. / Terry Allen                            | 1983–1986                | [ 1 ] [ 4 ] [ 5 ]                 |
| Randall Alls               | Randy Alls                                           | 1987                     | [ 6 ]                             |
| Darrel Anthony             | Tony Anthony / Grappler #2                           | 1982–1983 1985           | [ 1 ]                             |
| Arthur Anoaʻi, Sr.         | Afa                                                  | 1981–1983                | [ 5 ] [ 7 ] [ 8 ]                 |
| Leati Anoaʻi               | Sika                                                 | 1981–1982                | [ 5 ] [ 7 ] [ 8 ]                 |
| Rodney Anoa                | Kokina the Samoan / Samoan Kokina                    | 1987                     |                                   |
| Victor Arko                | Mike Kelly                                           | 1980                     |                                   |
| William Arko               | Pat Kelly                                            | 1980                     |                                   |
| Christopher Ashford-Smith  | Chris Champion                                       | 1987                     |                                   |
| Norvell Austin             | Norvell Austin                                       | 1984                     |                                   |
| Douglas Baker              | Ox Baker                                             | 1980                     |                                   |
| Víctor Barajas             | Black Gordman                                        | 1983–1984                |                                   |
| Roger Barnes               | Ron Garvin                                           | 1980 1986                |                                   |
| Ferrin Barr, Jr.           | Jesse Barr                                           | 1981–1982                |                                   |
| Vince Billotto             | Vinnie Romeo                                         | 1981–1982                |                                   |
| B. Brian Blair             | Brian Blair                                          | 1980–1982                |                                   |
| Al Blake                   | Vladimir Petrov                                      | 1987                     |                                   |
| Tully Blanchard            | Tully Blanchard                                      | 1980 1982 1984 1987      | [ 5 ] [ 9 ]                       |
| Nick Bockwinkel            | Nick Bockwinkel                                      | 1983 1986                |                                   |
| Terry Bollea               | Hulk Hogan                                           | 1980                     |                                   |
| Larry Booker               | Larry Booker                                         | 1980–1981                |                                   |
| Steve Borden               | Blade Runner Sting / Sting                           | 1986–1987                | [ 1 ] [ 10 ]                      |
| Mike Bowyer                | Mike Boyette / Mike Boyer                            | 1979–1982 1987           | [ 11 ]                            |
| Lee Earl Boyd              | Mad Dog Boyd                                         | 1985–1986                |                                   |
| Jonathan Boyle             | Jonathan Boyd                                        | 1979                     |                                   |
| Todd Brafford              | Todd Champion                                        | 1987                     |                                   |
| Timothy Brooks             | Killer Brooks                                        | 1985                     |                                   |
| Vince Bryant               | Steven Little Bear                                   | 1980                     |                                   |
| Phil Buckley               | Colonel Buck Robley                                  | 1979–1982                | [ 12 ]                            |
| Richard Cain               | Ricky Gibson                                         | 1984–1986                |                                   |
| Ray Candy                  | Kareem Muhammad / Ray Candy / The Zambui             | 1980 1985 1987           | [ 5 ] [ 13 ]                      |
| Bob Carson                 | Bob Sweetan                                          | 1979–1980 1984–1985      |                                   |
| Steven Casey               | Steve Casey                                          | 1985                     |                                   |
| Bobby Cash                 | Porkchop Cash                                        | 1979 1984–1986           | [ 14 ]                            |
| Randy Colley               | The Champion / The Masked Champion / Nightmare       | 1985–1986                |                                   |
| Dennis Condrey             | Dennis Condrey                                       | 1983–1987                | [ 15 ]                            |
| Plasee Conway Jr.          | Tiger Conway Jr.                                     | 1983 1987                | [ 1 ] [ 16 ]                      |
| Wendell Cooley             | Wendell Cooley / Rick Casey                          | 1985–1986                | [ 5 ]                             |
| Tommy Rogers               | Tommy Rogers                                         | 1984–1987                | [ 17 ] [ 18 ]                     |
| Eddie Crawford             | The Snowman                                          | 1985                     | [ 19 ]                            |
| Art Crews                  | Art Crews                                            | 1983–1984 1986–1987      | [ 5 ] [ 20 ]                      |
| Pablo Ordaz Crispín        | Great Goliath                                        | 1984                     |                                   |
| William Cruickshanks       | Bill Dee                                             | 1979 1984–1986           | [ 21 ]                            |
| Ruben Cruz                 | Hercules Ayala                                       | 1979                     |                                   |
| Roland Daniels             | Leroy Brown                                          | 1980–1981 1986–1987      | [ 22 ]                            |
| Barry Darsow               | Crusher Darsow / Krusher Darsow / Krusher Khrushchev | 1983–1984                | [ 23 ]                            |
| Michael Davis              | Bugsy McGraw                                         | 1987                     |                                   |
| William DeCoff             | Sean O’Reilly                                        | 1985–1986                |                                   |
| Edward Denton              | Len Denton / The Grappler / Grappler #1              | 1980–1983 1985           | [ 1 ] [ 17 ] [ 24 ]               |
| Theodore DiBiase           | Ted DiBiase                                          | 1979–1987                | [ 5 ] [ 25 ] [ 26 ]               |
| Tim Dodson                 | Tim Patterson                                        | 1987                     |                                   |
| Steven Doll                | Steve Doll                                           | 1985–1986                |                                   |
| Charles Donovan            | Chick Donovan                                        | 1981                     |                                   |
| James Duggan Jr.           | Jim Duggan                                           | 1982–1987                | [ 1 ] [ 5 ] [ 27 ]                |
| Bobby Duncum Sr.           | Bobby Duncum                                         | 1983                     |                                   |
| Bill Eadie                 | Masked Superstar / Masked Superstar #1               | 1983 1985–1986           | [ 28 ] [ 29 ]                     |
| Bobby Eaton                | Bobby Eaton                                          | 1983–1984 1986–1987      | [ 15 ]                            |
| Rob Elowitch               | Ron Ellis                                            | 1986–1987                | [ 28 ]                            |
| Douglas Embry              | Eric Embry                                           | 1979                     |                                   |
| Ulualoaiga Emelio          | Cocoa Samoa                                          | 1980–1982 1984           |                                   |
| William Ensor              | Buddy Landel                                         | 1981–1986                | [ 30 ]                            |
| Wayne Ermatinger           | Mike Blood                                           | 1980                     |                                   |
| James Fanning              | Jimmy Valiant                                        | 1987                     |                                   |
| Anthony Felker             | Tony Falk                                            | 1984–1985                |                                   |
| Emanuel Fernandez          | Manny Fernandez                                      | 1987                     |                                   |
| Hercules Raymond Fernandez | Hercules Hernandez / Mr. Wrestling #2                | 1984–1985                | [ 31 ]                            |
| Richard Ferrara            | Igor Putski / Rick Ferrara                           | 1979–1982                |                                   |
| Doug Fisher                | Terminator Wolf                                      | 1987                     |                                   |
| Mark Fleming               | Mark Fleming                                         | 1987                     |                                   |
| Richard Fliehr             | Ric Flair                                            | 1984–1987                | [ 5 ] [ 32 ]                      |
| John Frankel III           | John Tatum                                           | 1986                     |                                   |
| Paul Frederick             | Paul Jones                                           | 1987                     |                                   |
| Mick Foley                 | Jack Foley                                           | 1987                     |                                   |
| Joseph Fornini             | Joe Savoldi                                          | 1984 1986                |                                   |
| Dory Funk Jr.              | Dory Funk Jr.                                        | 1980 1987                |                                   |
| Terrance Funk              | Terry Funk                                           | 1980                     | [ 33 ]                            |
| Jean Gagné                 | Frenchy Martin                                       | 1980                     |                                   |
| Juan Chavarría Galicia     | El Gran Markus                                       | 1979–1980                |                                   |
| Jeff Gaylord               | Jeff Gaylord                                         | 1986–1987                |                                   |
| Michael George             | Mike George                                          | 1979–1982 1986–1987      |                                   |
| Herbert Gerwig             | Killer Karl Kox                                      | 1979–1982                | [ 34 ]                            |
| Doug Gilbert               | The Enforcer                                         | 1987                     |                                   |
| Thomas Gilbert Jr.         | Eddie Gilbert                                        | 1985–1987                | [ 28 ] [ 35 ] [ 36 ]              |
| Terry Gordy                | Terry Gordy                                          | 1979–1987                | [ 1 ] [ 37 ] [ 38 ] [ 39 ] [ 40 ] |
| Brian Gower                | Brian Adias                                          | 1984                     |                                   |
| Daryll Gower               | Steve "The Brawler" Lawler                           | 1985                     |                                   |
| George Gray                | One Man Gang / Crusher Broomfield                    | 1982–1983 1985–1987      | [ 1 ] [ 5 ] [ 41 ] [ 42 ]         |
| Jerry Grey                 | Jerry Grey                                           | 1984–1985                |                                   |
| Armando Guerrero           | Mando Guerrero                                       | 1987                     |                                   |
| Héctor Guerrero            | Héctor Guerrero / Lazer Tron                         | 1984–1987                | [ 1 ]                             |
| Salvador Guerrero III      | Chavo Guerrero                                       | 1982–1987                | [ 1 ]                             |
| Joseph Hamilton            | The Assassin                                         | 1980 1987                |                                   |
| Joseph Hamilton Jr.        | Nick Patrick                                         | 1985                     |                                   |
| John Stanley Hansen II     | Stan Hansen                                          | 1979 1986                | [ 43 ]                            |
| Susumu Hara                | Ashura Hara                                          | 1981                     |                                   |
| James Harrell              | Boris Zhukov                                         | 1983                     | [ 5 ]                             |
| Billy Harris               | Billy Starr                                          | 1979                     |                                   |
| James Harris               | Kamala                                               | 1982–1986                | [ 1 ] [ 5 ] [ 7 ] [ 44 ]          |
| Rick Harris                | Black Bart                                           | 1987                     |                                   |
| Gary Hart                  | Gary Young                                           | 1986–1987                | [ 1 ]                             |
| Richard Hatfield           | Ricky Fields                                         | 1980                     |                                   |
| Michael Hegstrand          | Road Warrior Hawk                                    | 1983–1985 1986–1987      | [ 1 ] [ 45 ] [ 46 ]               |
| James Hellwig              | Blade Runner Rock                                    | 1986                     |                                   |
| Patrick Helvey             | Rick McCord                                          | 1979 1984                |                                   |
| Dale Hey                   | Buddy Roberts / Buddy Jack Roberts                   | 1980–1987                | [ 38 ] [ 47 ]                     |
| Michael Hickenbottom       | Shawn Michaels                                       | 1984–1985 1987           | [ 7 ] [ 48 ] [ 49 ]               |
| Larry Higgins              | Grizzly Boone / Larry Higgins                        | 1983–1984 1987           |                                   |
| James Hillman              | Mike Miller                                          | 1980–1981                |                                   |
| James Hines                | Bobby Fulton                                         | 1984–1987                | [ 17 ] [ 18 ]                     |
| Tim Horner                 | Tim Horner                                           | 1982–1985 1987           | [ 1 ] [ 5 ] [ 50 ]                |
| Mike Hudspeth              | Mike Hudspeth                                        | 1981                     |                                   |
| Barney Irwin               | Bill Irwin                                           | 1979–1980 1983 1986–1987 |                                   |
| Scott Irwin                | The Super Destroyer / Super Destroyer #1             | 1980–1983                |                                   |
| Cary Jackson               | Colt Steele                                          | 1987                     |                                   |
| Perry Jackson              | Perry Jackson                                        | 1984–1986                |                                   |
| Bradley James              | Brad Armstrong                                       | 1984–1985 1987           | [ 1 ] [ 5 ] [ 51 ] [ 52 ]         |
| Frederick Jannetty         | Marty Oates                                          | 1983                     |                                   |
| James Jefferson            | Spike                                                | 1987                     |                                   |
| Lawrence Jefferson         | Basher                                               | 1987                     |                                   |
| Brian Jewel                | Joe Lightfoot                                        | 1983                     |                                   |
| James Johnson              | Luke Graham                                          | 1979 1981                |                                   |
| Joel Jones                 | Therfoot #1                                          | 1987                     | [ 53 ]                            |
| Charles Kalani Jr.         | Toru Tanaka                                          | 1980                     |                                   |
| Don Kalt                   | Don Garfield                                         | 1979                     |                                   |
| Ruben Kane                 | Robert Gibson                                        | 1984–1987                | [ 1 ]                             |
| Stephen Keirn              | Steve Keirn                                          | 1986                     |                                   |
| Wayne Keown                | Dutch Mantell                                        | 1985–1986                |                                   |
| Jacobo Kerszberg           | The Turk                                             | 1979–1981                |                                   |
| James Kimble               | King Cobra                                           | 1979–1983 1986           |                                   |
| Kelly Kiniski              | Kelly Kiniski / Masked Superstar #2                  | 1981–1983 1985–1986      |                                   |
| Steve Kyle                 | Steve "The Brawler" Lawler                           | 1980                     |                                   |
| Ernest Ladd                | Ernie Ladd                                           | 1979–1982 1984–1985      | [ 1 ] [ 5 ] [ 7 ] [ 54 ] [ 55 ]   |
| Wallace Lane               | Stan Lane                                            | 1979 1986–1987           |                                   |
| John Laurinaitis           | Johnny Ace                                           | 1987                     |                                   |
| Joseph Laurinaitis         | Road Warrior Animal                                  | 1983–1985 1986–1987      | [ 1 ] [ 45 ] [ 46 ]               |
| Marcus Laurinaitis         | The Terminator                                       | 1987                     |                                   |
| Jerry Lawler               | Jerry Lawler                                         | 1980 1985                |                                   |
| Mark Lewin                 | Mark Lewin                                           | 1980                     |                                   |
| Tom Lintz                  | Tom Lintz                                            | 1983–1984                |                                   |
| Roberto López              | Roberto Soto                                         | 1980                     |                                   |
| Frank Luhovy               | Frankie Lane                                         | 1985–1986                |                                   |
| Martin Le                  | Marty Le / Arn Anderson                              | 1982–1984 1986–1987      | [ 56 ]                            |
| Ken Lusk                   | Ken Mantell                                          | 1980–1981                |                                   |
| Robert Markovich           | Bob Bradley                                          | 1987                     |                                   |
| Troy Martin                | Shane Douglas / Troy Orndorff                        | 1987                     | [ 57 ]                            |
| Dennis McCord              | Austin Idol                                          | 1980                     |                                   |
| Edward McDaniel            | Wahoo McDaniel                                       | 1979–1980 1985           | [ 58 ]                            |
| Ron McFarlane              | Ron McFarlane                                        | 1980                     |                                   |
| Douglas McMichen           | Tank Patton                                          | 1979–1980                |                                   |
| Akihisa Mera               | The Great Kabuki                                     | 1981 1985                |                                   |
| Omar Mijares               | Buddy Moreno                                         | 1984–1985                |                                   |
| Robert Miller              | Butch Miller                                         | 1984 1986–1987           | [ 59 ] [ 60 ] [ 61 ]              |
| Charles Milliser           | J.R. Hogg                                            | 1986                     |                                   |
| John Minton                | John Studd                                           | 1982–1983                |                                   |
| Gerald Monti               | Jerry Monti                                          | 1987                     |                                   |
| Frank Morrell              | The Angel                                            | 1979–1981                |                                   |
| Angelo Mosca               | Angelo Mosca                                         | 1979                     |                                   |
| Hoyt Murdoch               | Dick Murdoch                                         | 1979–1983 1985–1987      | [ 5 ] [ 7 ] [ 28 ] [ 62 ]         |
| Jim Neidhart               | Jim Neidhart                                         | 1983–1984                | [ 5 ]                             |
| John Nord                  | The Barbarian / The Viking                           | 1985 1987                |                                   |
| Larry Oliver, Sr.          | Rip Oliver / Rick Oliver                             | 1980 1984–1985           |                                   |
| Paul Orndorff              | Paul Orndorff                                        | 1979–1982                | [ 5 ] [ 63 ] [ 64 ]               |
| Terry Orndorff             | Terry Orndorff                                       | 1980–1981                | [ 65 ]                            |
| Lenny Ornstein             | Jack Armstrong                                       | 1987                     |                                   |
| Randal Orton               | Barry Orton                                          | 1984                     |                                   |
| Robert Orton, Jr.          | Bob Orton, Jr.                                       | 1981–1982 1978 1983      | [ 5 ]                             |
| Robert Orton, Sr.          | Bob Orton                                            | 1981                     |                                   |
| Matt Osborne               | Matt Borne                                           | 1982–1983                | [ 5 ] [ 66 ]                      |
| Robert Owen                | Bob Owens                                            | 1980 1984                |                                   |
| Masashi Ozawa              | Killer Khan                                          | 1980                     |                                   |
| KChristopher Pailles       | King Kong By                                         | 1983                     | [ 5 ] [ 7 ]                       |
| King Parsons Jr.           | Iceman King Parsons                                  | 1983–1987                | [ 1 ] [ 5 ]                       |
| Kenneth Patera             | Ken Patera                                           | 1979                     |                                   |
| Alex Pérez                 | Al Pérez                                             | 1985–1987                | [ 5 ]                             |
| Josip Peruzović            | Nikolai Volkoff                                      | 1983–1984                | [ 5 ] [ 67 ]                      |
| Oreal Perras               | Ivan Koloff                                          | 1979–1980 1986–1987      |                                   |
| David Peterson             | Dave Peterson                                        | 1986                     |                                   |
| Gene Petit                 | Gene Lewis                                           | 1979–1980                |                                   |
| Lawrence Pfohl             | Lex Luger                                            | 1987                     |                                   |
| Lanny Poffo                | Lanny Poffo                                          | 1983–1984                | [ 68 ]                            |
| Thomas Prichard            | Tom Prichard / Tom Price                             | 1979 1983 1985           |                                   |
| Harley Race                | Harley Race                                          | 1982                     | [ 69 ] [ 70 ] [ 71 ] [ 72 ]       |
| Jeffrey Raitz              | Jeff Raitz                                           | 1986–1987                |                                   |
| Manuel Ramos               | Bull Ramos                                           | 1979–1981                |                                   |
| James Raschke              | Baron von Raschke                                    | 1986–1987                |                                   |
| Robert Rechsteiner         | Rick Steiner / Rob Rechsteiner / The Enforcer        | 1984–1987                | [ 1 ] [ 5 ]                       |
| Bruce Reed                 | Bruce Reed / Butch Reed                              | 1980 1983–1986           | [ 1 ] [ 5 ] [ 19 ]                |
| Abel Reynosa               | Taras Bulba                                          | 1986                     |                                   |
| John Richardson            | Johnny Rich                                          | 1983                     | [ 5 ]                             |
| Thomas Richardson          | Tommy Rich                                           | 1980–1981 1983           |                                   |
| John Richmond              | Eli the Eliminator                                   | 1986–1987                |                                   |
| Dan Rignati                | Terminator Riggs / Dan Rignati                       | 1987                     |                                   |
| Ken Rinehurst              | Jack Victory                                         | 1984–1987                | [ 5 ]                             |
| Sylvester Ritter           | Junkyard Dog / Stagger Lee                           | 1979–1984                | [ 5 ] [ 19 ]                      |
| Juan Rivera                | El Corsario                                          | 1985                     |                                   |
| Byron Robertson            | The Missing Link                                     | 1983 1986–1987           | [ 54 ] [ 73 ]                     |
| Guadalupe Robledo          | José Lothario                                        | 1979–1980 1983–1984      |                                   |
| Aaron Rodríguez            | Mil Máscaras                                         | 1982–1983                |                                   |
| Alan Rogowski              | Ole Anderson                                         | 1980                     |                                   |
| Richard Rood               | Rick Rude / Ricky Rood                               | 1983–1984 1987           | [ 5 ]                             |
| Robert Roop                | Bob Roop                                             | 1981–1982                |                                   |
| Robert Ross, Jr.           | Ranger Ross                                          | 1987                     |                                   |
| Lawrence Rota              | Mike Rota                                            | 1987                     |                                   |
| tAndré Roussimoff          | André the Giant                                      | 1980–1983                | [ 5 ]                             |
| Virgil Runnels Jr.         | Dusty Rhodes                                         | 1979–1987                | [ 5 ] [ 74 ] [ 75 ]               |
| Ted Russell                | Savannah Jack                                        | 1986–1987                |                                   |
| Gary Sabaugh               | The Italian Stallion                                 | 1987                     |                                   |
| Gadowar Sahota             | Gama Singh                                           | 1979–1980                |                                   |
| Kazuo Sakurada             | The Black Ninja                                      | 1983                     |                                   |
| Frank Santen               | Frank Dusek                                          | 1980–1981                |                                   |
| Hugo Savinovich            | Hugo Savinovich                                      | 1980                     |                                   |
| Mark Sciarra               | Rip Rogers                                           | 1983                     | [ 76 ]                            |
| Frederick Seawright        | Brickhouse Brown                                     | 1984–1986                | [ 5 ] [ 77 ]                      |
| Michael Seitz              | Michael Hayes                                        | 1979–1981 1984–1987      | [ 38 ]                            |
| Don Serrano                | Don Serrano                                          | 1981                     |                                   |
| Michael Sharpe             | Mike Sharpe                                          | 1979–1980 1982–1983      | [ 5 ] [ 78 ]                      |
| David Sheldon              | Angel of Death                                       | 1986–1987                | [ 79 ] [ 80 ]                     |
| Ronald Simmons             | Ron Simmons                                          | 1987                     |                                   |
| fNelson Simpson            | Nikita Koloff                                        | 1986–1987                |                                   |
| David Slinker              | Ron Slinker                                          | 1979                     | [ 81 ]                            |
| Aurelian Smith, Jr.        | Jake Roberts                                         | 1979–1981 1983–1986      | [ 1 ] [ 28 ] [ 82 ] [ 83 ]        |
| Michael Smith              | Sam Houston                                          | 1987                     |                                   |
| Bill Smithson              | Dizzy Golden                                         | 1979                     |                                   |
| Tracy Smothers             | Tracy Smothers                                       | 1984 1986                | [ 28 ]                            |
| Merced Solis               | Tito Santana                                         | 1983–1984                |                                   |
| Anthony Stansell           | Tony Zane                                            | 1983                     |                                   |
| Tom Stanton                | Tom Stanton                                          | 1983                     |                                   |
| George Stipich             | Stan Stasiak                                         | 1980                     |                                   |
| Richard Stratten           | Ricky Morton                                         | 1984–1987                | [ 1 ]                             |
| David Strawn               | Korstia Korchenko / Mike Diamond                     | 1980 1986                | [ 28 ]                            |
| Jerry Stubbs               | Mr. Olympia / Jerry Stubbs                           | 1979 1982–1984           | [ 5 ] [ 7 ]                       |
| Kevin Sullivan             | Kevin Sullivan / Johnny West                         | 1987                     |                                   |
| Rick Taras                 | Rick Patterson                                       | 1987                     |                                   |
| Don Taylor                 | Tug Taylor                                           | 1981 1987                |                                   |
| Paul Taylor III            | Terry Taylor                                         | 1984–1987                | [ 5 ] [ 28 ] [ 84 ] [ 85 ]        |
| Curtis Thompson            | Curtis Thompson                                      | 1987                     |                                   |
| Troy Thompson, Jr.         | Troy Graham                                          | 1984                     |                                   |
| Masanori Toguchi           | Kim Duk                                              | 1981 1983                |                                   |
| Ray Traylor Jr.            | Big Bubba Rogers                                     | 1987                     | [ 1 ] [ 86 ]                      |
| Sione Vailahi              | The Barbarian                                        | 1985 1987                |                                   |
| Richard Van Slater         | Dick Slater                                          | 1984–1986                | [ 28 ] [ 87 ]                     |
| Hossein Vaziri             | The Iron Sheik                                       | 1981                     |                                   |
| Todd Veasey                | Dale Veasey                                          | 1984–1985                |                                   |
| Kevin Wacholz              | Kevin Kelly / Thor                                   | 1985                     |                                   |
| John Walker                | Mr. Wrestling II                                     | 1979–1980 1982–1984      | [ 5 ]                             |
| James Ware                 | Koko B. Ware / Koko Ware                             | 1986                     | [ 28 ] [ 88 ]                     |
| William Watts Jr.          | Bill Watts                                           | 1979–1981 1984–1986      |                                   |
| George Weingeroff          | George Weingeroff                                    | 1983–1984 1987           |                                   |
| George Wells               | George Wells / Master Gee                            | 1980 1984                | [ 19 ]                            |
| Pezavan Whatley            | Pez Whatley / Shaska Whatley / The Shadow            | 1986–1987                | [ 1 ]                             |
| Lawrence Whistler          | Larry Zbyszko                                        | 1983 1987                |                                   |
| Anthony White              | Tony Atlas / Black Atlas                             | 1979–1980 1982–1983      | [ 5 ]                             |
| Brian Wickens              | Luke Williams                                        | 1984 1986–1987           | [ 59 ] [ 60 ] [ 61 ]              |
| James Williams             | Jimmy Garvin                                         | 1980–1981 1983–1984 1987 |                                   |
| Steve Williams             | Steve Williams                                       | 1982–1987                | [ 5 ] [ 89 ]                      |
| Barry Windham              | Barry Windham                                        | 1987                     |                                   |
| Kendall Windham            | Kendall Windham                                      | 1987                     |                                   |
| Edward Wiskoski            | Ed Wiskoski                                          | 1981–1982                | [ 5 ]                             |
| Charles Wolfe Jr.          | Gino Hernandez                                       | 1979–1980 1982–1985      |                                   |
| Brett Woyan                | Brett Sawyer / Brett Wayne                           | 1980–1981 1984–1986      |                                   |
| Bruce Woyan                | Buzz Sawyer                                          | 1979 1983 1985–1987      | [ 5 ]                             |
| Hiroshi Yagi               | Super Ninja                                          | 1987                     |                                   |
| Galton Young               | Skip Young                                           | 1987                     |                                   |
| Thomas Zenk                | Tom Zenk                                             | 1984                     |                                   |
| Unbekannt                  | Carl Fergie                                          | 1981 1983–1984           | [ 90 ]                            |
| Unbekannt                  | Steve Cox                                            | 1987                     | [ 91 ]                            |

### Weibliche Wrestler
| Geburtsname        | Ringname(n)       | Zeit      | Refs          |
| ------------------ | ----------------- | --------- | ------------- |
| Lucille Ann Casey  | Ann Casey         | 1980      |               |
| Judy Hardee        | Judy Martin       | 1979–1982 |               |
| Peggy Lee          | Peggy Lee         | 1984      |               |
| Velvet Mykietowich | Velvet McIntyre   | 1984      | [ 92 ]        |
| Debra Newkirk      | Tracy Richards    | 1980      |               |
| Linda Newton       | Dark Journey      | 1985–1987 | [ 93 ] [ 94 ] |
| Vickie Otis        | Princess Victoria | 1982 1984 |               |
| Wendi Richter      | Wendi Richter     | 1980 1984 | [ 95 ]        |
| Nickla Roberts     | Nickla Roberts    | 1987      |               |
| Patty Seymour      | Leilani Kai       | 1980–1982 |               |
| Shirl Sprague      | Comrade Orga      | 1987      |               |
| Diane Syms         | Misty Blue        | 1985 1987 |               |
| Debbie Szostecki   | Debbie Combs      | 1983 1985 |               |
| Betty Wade-Murphy  | Joyce Grable      | 1980      |               |
| Unbekannt          | Barbie Doll       | 1981      |               |
| Unbekannt          | Carol Summers     | 1981      |               |
| Unbekannt          | Donna Day         | 1983      |               |
| Unbekannt          | Kat LaRoux        | 1987      |               |
| Unbekannt          | Linda Dallas      | 1985      |               |
| Unbekannt          | Suzette Ferrera   | 1981      |               |

### Kleinwüchsige Wrestler
| Geburtsname        | Ringname(n)                | Zeit:                    | EN           |
| ------------------ | -------------------------- | ------------------------ | ------------ |
| Jonathan Adams     | Ivan the Terrible          | 1979                     | [ 5 ]        |
| Shigeri Akabane    | Little Tokyo               | 1980–1981 1985           | [ 5 ]        |
| Steve Eisenhower   | Butch Cassidy              | 1979                     |              |
| Katie Glass        | Diamond Lil                | 1981                     |              |
| William Guillot    | Billy the Kid              | 1979–1980                |              |
| Harold Lang        | Cowboy Lang                | 1979–1981 1983 1985–1986 | [ 5 ] [ 96 ] |
| Stanley Littlejohn | Little Coco / Little Cocoa | 1985                     | [ 5 ]        |
| Eric Tovey         | Lord Littlebrook           | 1985–1986                | [ 5 ]        |
| Unbekannt          | Lone Eagle                 |                          | [ 5 ]        |
| Unbekannt          | Karate Kid                 | 1986                     |              |

### Stables und Tag Teams
| Tag Team/Stable(s)        | Mitglieder                                                                                       | Zeit                |
| ------------------------- | ------------------------------------------------------------------------------------------------ | ------------------- |
| The Blade Runners         | Blade Runner Rock and Blade Runner Sting                                                         | 1986                |
| The Bruise Brothers       | Porkchop Cash and Tony Graham                                                                    | 1983                |
| The Bruise Brothers       | Porkchop Cash and Mad Dog Boyd                                                                   | 1986                |
| The Canadian Kodiaks      | Claw and Bear                                                                                    | 1987                |
| Devastation Inc.          | Skandar Akbar, One Man Gang, Savannah Jack, Leroy Brown, Kamala, The Missing Link and Bill Irwin | 1984–1987           |
| The Dirty White Boys      | Lynn Denton and Tony Anthony                                                                     | 1983 1985           |
| The Enforcers             | Enforcer #1 and Enforcer #2                                                                      | 1987                |
| The Fantastics            | Bobby Fulton and Tommy Rogers                                                                    | 1984–1987           |
| The Fabulous Freebirds    | Michael Hayes, Terry Gordy and Buddy Roberts                                                     | 1979–1981 1984–1987 |
| The Fabulous Ones         | Stan Lane and Steve Keirn                                                                        | 1986                |
| The Guerreros             | Chavo Guerrero and Hector Guerrero                                                               | 1985–1986           |
| Hot Stuff International   | Eddie Gilbert, Missy Hyatt, Sting, Rick Steiner, John Tatum and Jack Victory                     | 1986                |
| House of Humperdink       | Sir Oliver Humperdink, Lord Humongous, The Barbarian and The Nightmare                           | 1985–1986           |
| The Jive Tones            | Pez Whatley and Tiger Conway, Jr.                                                                | 1987                |
| The Lightning Express     | Brad Armstrong and Tim Horner                                                                    | 1987                |
| The Masked Superstars     | Masked Superstar #1 and Masked Superstar #2                                                      | 1985                |
| The Midnight Express      | Dennis Condrey and Bobby Eaton                                                                   | 1983–1985           |
| The Rat Pack              | Ted DiBiase, Jim Duggan and Matt Borne                                                           | 1983                |
| The Rock 'n' Roll Express | Ricky Morton and Robert Gibson                                                                   | 1984–1987           |
| The Sheepherders          | Butch Miller and Luke Williams                                                                   | 1984 1986–1987      |
| The Wild Samoans          | Afa and Sika                                                                                     | 1981–1982           |

### Managers und Valets
| Geburtsname            | Ringname(n)           | Zeit:               | EN                   |  |
| ---------------------- | --------------------- | ------------------- | -------------------- |  |
| James Cornette         | Jim Cornette          | 1983–1985           | [ 15 ] [ 97 ] [ 98 ] |  |
| Paul Ellering          | Paul Ellering         | 1983–1985 1986–1987 | [ 46 ]               |  |
| Valerie French         | Sunshine              | 1987                |                      |  |
| Lynda Newton           | Dark Journey          | 1985–1987           |                      |  |
| Linda Gunthorpe Hawker | Miss Linda            | 1984                |                      |  |
| Melissa Hiatt          | Missy Hyatt           | 1986–1987           | [ 99 ]               |  |
| Ernest Ladd            | Ernie Ladd            | 1981–1982           | [ 97 ]               |  |
| James Morrison         | Jim Dillon            | 1979 1983 1987      |                      |  |
| John Sutton            | Sir Oliver Humperdink | 1985–1986           | [ 97 ]               |  |
| Jimmy Wehba            | Skandor Akbar         | 1983–1966 1985 1987 | [ 1 ] [ 5 ] [ 100 ]  |  |

### Kommentatoren und Interviewer
| Geburtsname       | Ringname(n)    | Zeit:     | Rolle                    |
| ----------------- | -------------- | --------- | ------------------------ |
| Reisor Bowden     | Reisor Bowden  | 1979–1984 | Ringsprecher             |
| Toni Collins      | Toni Adams     | 1986–1987 | Interviewer              |
| Boyd Pierce       | Boyd Pierce    | 1979–1985 | [ 7 ]                    |
| Bruce Prichard    | Bruce Prichard |           | Ringsprecher             |
| James Ross        | Jim Ross       | 1979–1987 | Play-by-play-Kommentator |
| Frank Santen      | Frank Dusek    |           | Interviewer              |
| Michael Seitz     | Michael Hayes  | 1986      | Moderator                |
| William Watts Jr. | Bill Watts     |           | Moderator                |
| Joel Watts        | Joel Watts     |           |                          |

### Schiedsrichter
| Geburtsname         | Ringname(n)   | Zeit:     | EN              |
| ------------------- | ------------- | --------- | --------------- |
| Unbekannt           | Alfred Neely  |           |                 |
| Unbekannt           | Carl Fergie   | 1986–1987 | [ 90 ] [ 104 ]  |
| Thomas Gilbert, Sr. | Tommy Gilbert | 1984–1987 |                 |
| Ron West            | Ron West      |           | [ 105 ] [ 106 ] |
| Edward Faulk        | Edward Faulk  |           |                 |

### Weiteres Personal
| Geburtsname          | Ringname(n) | Zeit:     | EN           |
| -------------------- | ----------- | --------- | ------------ |
| John Ayers           | John Ayers  | 1987      | Commissioner |
| William Cruickshanks | Bill Dee    |           | Booker       |
| Ernest Ladd          | Ernie Ladd  |           | Booker       |
| William Watts Jr.    | Bill Watts  | 1979–1987 | Promoter     |